# Chesias rhegmatica
Chesias rhegmatica is een vlinder uit de familie spanners (Geometridae). De wetenschappelijke naam is voor het eerst geldig gepubliceerd in 1937 door Prout.
De soort komt voor in Europa.